# An-Nasirijja (Dara)
An-Nasirijja (arab. الناصرية) – miejscowość w Syrii, w muhafazie Dara. W 2004 roku liczyła 2175 mieszkańców.